# París-Roubaix 2023
La Paris-Roubaix 2023 fou la 120a edició de la París-Roubaix. La cursa es disputà el 9 d'abril de 2023 entre la vila de Compiègne i el velòdrom André Pétrieux de Roubaix, amb un recorregut final de 256,6 km. La cursa formava part de l'UCI World Tour 2023.
El vencedor final fou el neerlandès Mathieu van der Poel (Alpecin-Deceuninck), que es presentà en solitari a l'arribada després de deixar enrere els seus companys d'escapada al sector de llambordes de Carrefour de l'Arbre. Jasper Philipsen (Alpecin-Deceuninck) i Wout Van Aert (Team Jumbo-Visma) completaren el podi.

## Equips
A la cursa hi van prendre part els divuit equips UCI WorldTeams i set UCI ProTeams que foren convidats per l'organització.
| WorldTeams (18)- AG2R Citroën Team - Alpecin-Deceuninck - Astana Qazaqstan Team - Bahrain Victorious - Bora-Hansgrohe - Cofidis - EF Education-EasyPost - Groupama-FDJ - Ineos Grenadiers - Intermarché-Circus-Wanty - Jumbo-Visma - Movistar Team - Soudal Quick-Step - Arkéa-Samsic - Team DSM - Team Jayco AlUla - Trek-Segafredo - UAE Team Emirates ProTeams (7)- Bingoal WB - TotalEnergies - Lotto Dstny - Israel-Premier Tech - Q36.5 Pro Cycling Team - Team Flanders-Baloise - Uno-X Pro Cycling Team |
| |

## Classificació final
| \| Classificació general \| Classificació general \| Classificació general \| Classificació general \| Classificació general \| \| Corredor \| Corredor \| Equip \| Temps \| \| \| --------------------- \| --------------------- \| ------------------------ \| --------------------- \| --------------------- \| \| 1r \| Mathieu van der Poel \| Alpecin-Deceuninck \| 5h 28' 41" \| \| \| 2n \| Jasper Philipsen \| Alpecin-Deceuninck \| + 46" \| \| \| 3r \| Wout van Aert \| Jumbo-Visma \| + 46" \| \| \| 4t \| Mads Pedersen \| Trek-Segafredo \| + 50" \| \| \| 5è \| Stefan Küng \| Groupama-FDJ \| + 50" \| \| \| 6è \| Filippo Ganna \| Ineos Grenadiers \| + 50" \| \| \| 7è \| John Degenkolb \| Team DSM \| + 2' 35" \| \| \| 8è \| Max Walscheid \| Cofidis \| + 3' 31" \| \| \| 9è \| Laurenz Rex \| Intermarché-Circus-Wanty \| + 3' 35" \| \| \| 10è \| Christophe Laporte \| Jumbo-Visma \| + 4' 11" \| \| \| 11è \| Gianni Vermeersch \| Alpecin-Deceuninck \| + 4' 11" \| \| \| 12è \| Florian Vermeersch \| Lotto Dstny \| + 4' 11" \| \| \| 13è \| Sjoerd Bax \| UAE Team Emirates \| + 4' 11" \| \| \| 14è \| Nathan Van Hooydonck \| Jumbo-Visma \| + 4' 11" \| \| \| 15è \| Alexander Kristoff \| Uno-X Pro Cycling Team \| + 5' 36" \| \| \| 16è \| Sep Vanmarcke \| Israel-Premier Tech \| + 5' 36" \| \| \| 17è \| Mike Teunissen \| Intermarché-Circus-Wanty \| + 5' 36" \| \| \| 18è \| Dries Van Gestel \| TotalEnergies \| + 5' 36" \| \| \| 19è \| Matteo Trentin \| UAE Team Emirates \| + 5' 36" \| \| \| 20è \| Jasper Stuyven \| Trek-Segafredo \| + 5' 36" \| \| |                      |                          |            |
| |                      |                          |            |
| Font: ProCyclingStats |                      |                          |            |
| Classificació general |                      |                          |            |
| Corredor | Corredor             | Equip                    | Temps      |
| 1r | Mathieu van der Poel | Alpecin-Deceuninck       | 5h 28' 41" |
| 2n | Jasper Philipsen     | Alpecin-Deceuninck       | + 46"      |
| 3r | Wout van Aert        | Jumbo-Visma              | + 46"      |
| 4t | Mads Pedersen        | Trek-Segafredo           | + 50"      |
| 5è | Stefan Küng          | Groupama-FDJ             | + 50"      |
| 6è | Filippo Ganna        | Ineos Grenadiers         | + 50"      |
| 7è | John Degenkolb       | Team DSM                 | + 2' 35"   |
| 8è | Max Walscheid        | Cofidis                  | + 3' 31"   |
| 9è | Laurenz Rex          | Intermarché-Circus-Wanty | + 3' 35"   |
| 10è | Christophe Laporte   | Jumbo-Visma              | + 4' 11"   |
| 11è | Gianni Vermeersch    | Alpecin-Deceuninck       | + 4' 11"   |
| 12è | Florian Vermeersch   | Lotto Dstny              | + 4' 11"   |
| 13è | Sjoerd Bax           | UAE Team Emirates        | + 4' 11"   |
| 14è | Nathan Van Hooydonck | Jumbo-Visma              | + 4' 11"   |
| 15è | Alexander Kristoff   | Uno-X Pro Cycling Team   | + 5' 36"   |
| 16è | Sep Vanmarcke        | Israel-Premier Tech      | + 5' 36"   |
| 17è | Mike Teunissen       | Intermarché-Circus-Wanty | + 5' 36"   |
| 18è | Dries Van Gestel     | TotalEnergies            | + 5' 36"   |
| 19è | Matteo Trentin       | UAE Team Emirates        | + 5' 36"   |
| 20è | Jasper Stuyven       | Trek-Segafredo           | + 5' 36"   |

## Llista de participants
| Jumbo-Visma TJV | Jumbo-Visma TJV            | Jumbo-Visma TJV |
| --------------- | -------------------------- | --------------- |
| Núm             | Ciclista                   | Pos             |
| 1               | Dylan van Baarle (NED)     | DNF             |
| 2               | Edoardo Affini (ITA)       | 111è            |
| 3               | Christophe Laporte (FRA)   | 10è             |
| 4               | Timo Roosen (NED)          | 91è             |
| 5               | Tim Van Dijke (NED)        | 43è             |
| 6               | Nathan Van Hooydonck (BEL) | 14è             |
| 7               | Wout van Aert (BEL)        | 3r              |

| Groupama-FDJ GFC | Groupama-FDJ GFC      | Groupama-FDJ GFC |
| ---------------- | --------------------- | ---------------- |
| Núm              | Ciclista              | Pos              |
| 11               | Stefan Küng (SUI)     | 5è               |
| 12               | Lewis Askey (GBR)     | 25è              |
| 13               | Olivier Le Gac (FRA)  | 57è              |
| 14               | Fabian Lienhard (SUI) | 34è              |
| 15               | Miles Scotson (AUS)   | 56è              |
| 16               | Jake Stewart (GBR)    | DNF              |
| 17               | Samuel Watson (GBR)   | 121è             |

| Alpecin-Deceuninck ADC | Alpecin-Deceuninck ADC     | Alpecin-Deceuninck ADC |
| ---------------------- | -------------------------- | ---------------------- |
| Núm                    | Ciclista                   | Pos                    |
| 21                     | Mathieu van der Poel (NED) | 1r                     |
| 22                     | Silvan Dillier (SUI)       | 42è                    |
| 23                     | Michael Gogl (AUT)         | 123è                   |
| 24                     | Kaden Groves (AUS)         | 31è                    |
| 25                     | Jasper Philipsen (BEL)     | 2n                     |
| 26                     | Jonas Rickaert (BEL)       | 48è                    |
| 27                     | Gianni Vermeersch (BEL)    | 11è                    |

| Bahrain Victorious TBV | Bahrain Victorious TBV | Bahrain Victorious TBV |
| ---------------------- | ---------------------- | ---------------------- |
| Núm                    | Ciclista               | Pos                    |
| 31                     | Matej Mohorič (SLO)    | 29è                    |
| 32                     | Kamil Gradek (POL)     | DNF                    |
| 33                     | Fran Miholjević (CRO)  | 134è                   |
| 34                     | Jonathan Milan (ITA)   | DNF                    |
| 35                     | Andrea Pasqualon (ITA) | 41è                    |
| 36                     | Dušan Rajović (SRB)    | DNF                    |
| 37                     | Fred Wright (GBR)      | DNF                    |

| Ineos Grenadiers IGD | Ineos Grenadiers IGD   | Ineos Grenadiers IGD |
| -------------------- | ---------------------- | -------------------- |
| Núm                  | Ciclista               | Pos                  |
| 41                   | Filippo Ganna (ITA)    | 6è                   |
| 42                   | Kim Heiduk (GER)       | 96è                  |
| 43                   | Luke Rowe (GBR)        | 127è                 |
| 44                   | Magnus Sheffield (USA) | 92è                  |
| 45                   | Connor Swift (GBR)     | 68è                  |
| 46                   | Joshua Tarling (GBR)   | FC                   |
| 47                   | Cameron Wurf (AUS)     | 128è                 |

| Trek-Segafredo TFS | Trek-Segafredo TFS         | Trek-Segafredo TFS |
| ------------------ | -------------------------- | ------------------ |
| Núm                | Ciclista                   | Pos                |
| 51                 | Mads Pedersen (DEN)        | 4t                 |
| 52                 | Daan Hoole (NED)           | 49è                |
| 53                 | Alex Kirsch (LUX)          | 87è                |
| 54                 | Emīls Liepiņš (LAT) (ruta) | 105è               |
| 55                 | Jasper Stuyven (BEL)       | 20è                |
| 56                 | Edward Theuns (BEL)        | 73è                |
| 57                 | Mathias Vacek (CZE)        | 67è                |

| Soudal Quick-Step SOQ | Soudal Quick-Step SOQ         | Soudal Quick-Step SOQ |
| --------------------- | ----------------------------- | --------------------- |
| Núm                   | Ciclista                      | Pos                   |
| 61                    | Kasper Asgreen (DEN)          | DNF                   |
| 62                    | Davide Ballerini (ITA)        | DNF                   |
| 63                    | Tim Declercq (BEL)            | 53è                   |
| 64                    | Yves Lampaert (BEL)           | 24è                   |
| 65                    | Tim Merlier (BEL) (ruta)      | 23è                   |
| 66                    | Florian Sénéchal (FRA) (ruta) | 63è                   |
| 67                    | Bert Van Lerberghe (BEL)      | DNF                   |

| Bora-Hansgrohe BOH | Bora-Hansgrohe BOH       | Bora-Hansgrohe BOH |
| ------------------ | ------------------------ | ------------------ |
| Núm                | Ciclista                 | Pos                |
| 71                 | Nils Politt (GER) (ruta) | 35è                |
| 72                 | Shane Archbold (NZL)     | DNF                |
| 73                 | Patrick Gamper (AUT)     | 60è                |
| 74                 | Marco Haller (AUT)       | 80è                |
| 75                 | Jonas Koch (GER)         | 109è               |
| 76                 | Jordi Meeus (BEL)        | 112è               |
| 77                 | Ryan Mullen (IRL)        | 116è               |

| Lotto Dstny LTD | Lotto Dstny LTD          | Lotto Dstny LTD |
| --------------- | ------------------------ | --------------- |
| Núm             | Ciclista                 | Pos             |
| 81              | Florian Vermeersch (BEL) | 12è             |
| 82              | Cedric Beullens (BEL)    | 27è             |
| 83              | Arnaud De Lie (BEL)      | 50è             |
| 85              | Frederik Frison (BEL)    | DNF             |
| 86              | Sébastien Grignard (BEL) | DNF             |
| 87              | Liam Slock (BEL)         | 58è             |
| 88              | Brent Van Moer (BEL)     | 54è             |

| Team DSM DSM | Team DSM DSM               | Team DSM DSM |
| ------------ | -------------------------- | ------------ |
| Núm          | Ciclista                   | Pos          |
| 91           | John Degenkolb (GER)       | 7è           |
| 92           | Tobias Lund Andresen (DEN) | DNF          |
| 93           | Pavel Bittner (CZE)        | DNF          |
| 94           | Alberto Dainese (ITA)      | 77è          |
| 95           | Nils Eekhoff (NED)         | 86è          |
| 96           | Tim Naberman (NED)         | 76è          |
| 97           | Sam Welsford (AUS)         | 132è         |

| AG2R Citroën Team ACT | AG2R Citroën Team ACT   | AG2R Citroën Team ACT |
| --------------------- | ----------------------- | --------------------- |
| Núm                   | Ciclista                | Pos                   |
| 101                   | Greg Van Avermaet (BEL) | 37è                   |
| 102                   | Stan Dewulf (BEL)       | 104è                  |
| 103                   | Pierre Gautherat (FRA)  | 83è                   |
| 104                   | Oliver Naesen (BEL)     | 66è                   |
| 105                   | Antoine Raugel (FRA)    | 90è                   |
| 106                   | Michael Schär (SUI)     | 69è                   |
| 107                   | Damien Touzé (FRA)      | 107è                  |

| TotalEnergies TEN | TotalEnergies TEN          | TotalEnergies TEN |
| ----------------- | -------------------------- | ----------------- |
| Núm               | Ciclista                   | Pos               |
| 111               | Peter Sagan (SVK) (ruta)   | DNF               |
| 112               | Edvald Boasson Hagen (NOR) | 126è              |
| 113               | Maciej Bodnar (POL)        | DNF               |
| 114               | Daniel Oss (ITA)           | DNF               |
| 115               | Geoffrey Soupe (FRA)       | 129è              |
| 116               | Anthony Turgis (FRA)       | 74è               |
| 117               | Dries Van Gestel (BEL)     | 18è               |

| Israel-Premier Tech IPT | Israel-Premier Tech IPT     | Israel-Premier Tech IPT |
| ----------------------- | --------------------------- | ----------------------- |
| Núm                     | Ciclista                    | Pos                     |
| 121                     | Sep Vanmarcke (BEL)         | 16è                     |
| 122                     | Guillaume Boivin (CAN)      | 45è                     |
| 123                     | Itamar Einhorn (ISR) (ruta) | 124è                    |
| 124                     | Derek Gee (CAN)             | 135è                    |
| 125                     | Jens Reynders (BEL)         | 119è                    |
| 126                     | Tom Van Asbroeck (BEL)      | 30è                     |
| 127                     | Rick Zabel (GER)            | 64è                     |

| Arkéa-Samsic ARK | Arkéa-Samsic ARK      | Arkéa-Samsic ARK |
| ---------------- | --------------------- | ---------------- |
| Núm              | Ciclista              | Pos              |
| 131              | Matis Louvel (FRA)    | 47è              |
| 132              | Jenthe Biermans (BEL) | 51è              |
| 133              | David Dekker (NED)    | 110è             |
| 134              | Hugo Hofstetter (FRA) | 78è              |
| 135              | Daniel McLay (GBR)    | DNF              |
| 136              | Luca Mozzato (ITA)    | 21è              |
| 137              | Clément Russo (FRA)   | DNF              |

| UAE Team Emirates UAD | UAE Team Emirates UAD      | UAE Team Emirates UAD |
| --------------------- | -------------------------- | --------------------- |
| Núm                   | Ciclista                   | Pos                   |
| 141                   | Matteo Trentin (ITA)       | 19è                   |
| 142                   | Pascal Ackermann (GER)     | DNF                   |
| 143                   | Rui Oliveira (POR)         | 52è                   |
| 144                   | Sjoerd Bax (NED)           | 13è                   |
| 145                   | Mikkel Bjerg (DEN)         | 40è                   |
| 146                   | Ryan Gibbons (RSA)         | 88è                   |
| 147                   | Vegard Stake Laengen (NOR) | 44è                   |

| Cofidis COF | Cofidis COF            | Cofidis COF |
| ----------- | ---------------------- | ----------- |
| Núm         | Ciclista               | Pos         |
| 151         | Max Walscheid (GER)    | 8è          |
| 152         | Piet Allegaert (BEL)   | DNF         |
| 153         | André Carvalho (POR)   | 94è         |
| 154         | Wesley Kreder (NED)    | 61è         |
| 155         | Christophe Noppe (BEL) | 95è         |
| 156         | Alexis Renard (FRA)    | 28è         |
| 157         | Jelle Wallays (BEL)    | 93è         |

| Team Jayco AlUla JAY | Team Jayco AlUla JAY    | Team Jayco AlUla JAY |
| -------------------- | ----------------------- | -------------------- |
| Núm                  | Ciclista                | Pos                  |
| 161                  | Zdeněk Štybar (CZE)     | 79è                  |
| 162                  | Alexandre Balmer (SUI)  | 106è                 |
| 163                  | Luke Durbridge (AUS)    | 100è                 |
| 164                  | Kelland O'Brien (AUS)   | DNF                  |
| 165                  | Lukas Pöstlberger (AUT) | DNF                  |
| 166                  | Elmar Reinders (NED)    | 75è                  |
| 167                  | Campbell Stewart (NZL)  | DNF                  |

| Uno-X Pro Cycling Team UXT | Uno-X Pro Cycling Team UXT  | Uno-X Pro Cycling Team UXT |
| -------------------------- | --------------------------- | -------------------------- |
| Núm                        | Ciclista                    | Pos                        |
| 171                        | Alexander Kristoff (NOR)    | 15è                        |
| 172                        | Louis Bendixen (DEN)        | 98è                        |
| 173                        | Kristoffer Halvorsen (NOR)  | DNF                        |
| 174                        | William Blume Levy (DEN)    | 122è                       |
| 175                        | Erik Nordsæter Resell (NOR) | 55è                        |
| 176                        | Rasmus Tiller (NOR) (ruta)  | 46è                        |
| 177                        | Søren Wærenskjold (NOR)     | 22è                        |

| Movistar Team MOV | Movistar Team MOV                 | Movistar Team MOV |
| ----------------- | --------------------------------- | ----------------- |
| Núm               | Ciclista                          | Pos               |
| 181               | Iván García Cortina (ESP)         | 32è               |
| 182               | Juri Hollmann (GER)               | 82è               |
| 183               | Johan Jacobs (SUI)                | 133è              |
| 184               | Mathias Norsgaard Jørgensen (DEN) | 65è               |
| 185               | Oier Lazkano López (ESP)          | 102è              |
| 186               | Lluís Mas Bonet (ESP)             | DNF               |
| 187               | Iván Romeo Abad (ESP)             | DNF               |

| Intermarché-Circus-Wanty ICW | Intermarché-Circus-Wanty ICW | Intermarché-Circus-Wanty ICW |
| ---------------------------- | ---------------------------- | ---------------------------- |
| Núm                          | Ciclista                     | Pos                          |
| 191                          | Mike Teunissen (NED)         | 17è                          |
| 192                          | Dries De Pooter (BEL)        | 38è                          |
| 193                          | Julius Johansen (DEN)        | 71è                          |
| 194                          | Madis Mihkels (EST)          | 114è                         |
| 195                          | Baptiste Planckaert (BEL)    | DNF                          |
| 196                          | Laurenz Rex (BEL)            | 9è                           |
| 197                          | Gerben Thijssen (BEL)        | 70è                          |

| EF Education-EasyPost EFE | EF Education-EasyPost EFE | EF Education-EasyPost EFE |
| ------------------------- | ------------------------- | ------------------------- |
| Núm                       | Ciclista                  | Pos                       |
| 201                       | Jens Keukeleire (BEL)     | 62è                       |
| 202                       | Owain Doull (GBR)         | 59è                       |
| 203                       | Jonas Rutsch (GER)        | 33è                       |
| 204                       | Thomas Scully (NZL)       | 101è                      |
| 205                       | James Shaw (GBR)          | DNF                       |
| 206                       | Marijn van den Berg (NED) | 72è                       |
| 207                       | Julius van den Berg (NED) | 84è                       |

| Astana Qazaqstan Team AST | Astana Qazaqstan Team AST | Astana Qazaqstan Team AST |
| ------------------------- | ------------------------- | ------------------------- |
| Núm                       | Ciclista                  | Pos                       |
| 211                       | Gianni Moscon (ITA)       | 36è                       |
| 212                       | Cees Bol (NED)            | 131è                      |
| 213                       | Igor Chzhan (KAZ) (ruta)  | DNF                       |
| 214                       | Yevgeniy Fedorov (KAZ)    | 26è                       |
| 215                       | Dmitri Grúzdev (KAZ)      | 97è                       |
| 216                       | Martin Laas (EST)         | DNF                       |
| 217                       | Gleb Syrica               | 117è                      |

| Q36.5 Pro Cycling Team Q36 | Q36.5 Pro Cycling Team Q36 | Q36.5 Pro Cycling Team Q36 |
| -------------------------- | -------------------------- | -------------------------- |
| Núm                        | Ciclista                   | Pos                        |
| 221                        | Tom Devriendt (BEL)        | 85è                        |
| 222                        | Jack Bauer (NZL)           | 115è                       |
| 223                        | Filippo Colombo (SUI)      | DNF                        |
| 224                        | Tobias Ludvigsson (SWE)    | DNF                        |
| 225                        | Matteo Moschetti (ITA)     | DNF                        |
| 226                        | Antonio Puppio (ITA)       | 108è                       |
| 227                        | Nickolas Zukowsky (CAN)    | 125è                       |

| Bingoal WB BWB | Bingoal WB BWB                 | Bingoal WB BWB |
| -------------- | ------------------------------ | -------------- |
| Núm            | Ciclista                       | Pos            |
| 231            | Ludovic Robeet (BEL)           | 99è            |
| 232            | Dorian de Maeght (BEL)         | FC             |
| 233            | Ceriel Desal (BEL)             | 120è           |
| 234            | Karl Patrick Lauk (EST)        | FC             |
| 235            | Alexander Salby (DEN)          | DNF            |
| 236            | Nathan Vandepitte (FRA)        | 130è           |
| 237            | Guillaume Van Keirsbulck (BEL) | 39è            |

| Team Flanders-Baloise TFB | Team Flanders-Baloise TFB | Team Flanders-Baloise TFB |
| ------------------------- | ------------------------- | ------------------------- |
| Núm                       | Ciclista                  | Pos                       |
| 241                       | Lindsay De Vylder (BEL)   | DNF                       |
| 242                       | Ruben Apers (BEL)         | 81è                       |
| 243                       | Alex Colman (BEL)         | DNF                       |
| 244                       | Sander De Pestel (BEL)    | 89è                       |
| 245                       | Gilles De Wilde (BEL)     | 103è                      |
| 246                       | Milan Fretin (BEL)        | 118è                      |
| 247                       | Ward Vanhoof (BEL)        | 113è                      |

| Jumbo-Visma TJV | Jumbo-Visma TJV            | Jumbo-Visma TJV |
| --------------- | -------------------------- | --------------- |
| Núm             | Ciclista                   | Pos             |
| 1               | Dylan van Baarle (NED)     | DNF             |
| 2               | Edoardo Affini (ITA)       | 111è            |
| 3               | Christophe Laporte (FRA)   | 10è             |
| 4               | Timo Roosen (NED)          | 91è             |
| 5               | Tim Van Dijke (NED)        | 43è             |
| 6               | Nathan Van Hooydonck (BEL) | 14è             |
| 7               | Wout van Aert (BEL)        | 3r              |

| Groupama-FDJ GFC | Groupama-FDJ GFC      | Groupama-FDJ GFC |
| ---------------- | --------------------- | ---------------- |
| Núm              | Ciclista              | Pos              |
| 11               | Stefan Küng (SUI)     | 5è               |
| 12               | Lewis Askey (GBR)     | 25è              |
| 13               | Olivier Le Gac (FRA)  | 57è              |
| 14               | Fabian Lienhard (SUI) | 34è              |
| 15               | Miles Scotson (AUS)   | 56è              |
| 16               | Jake Stewart (GBR)    | DNF              |
| 17               | Samuel Watson (GBR)   | 121è             |

| Alpecin-Deceuninck ADC | Alpecin-Deceuninck ADC     | Alpecin-Deceuninck ADC |
| ---------------------- | -------------------------- | ---------------------- |
| Núm                    | Ciclista                   | Pos                    |
| 21                     | Mathieu van der Poel (NED) | 1r                     |
| 22                     | Silvan Dillier (SUI)       | 42è                    |
| 23                     | Michael Gogl (AUT)         | 123è                   |
| 24                     | Kaden Groves (AUS)         | 31è                    |
| 25                     | Jasper Philipsen (BEL)     | 2n                     |
| 26                     | Jonas Rickaert (BEL)       | 48è                    |
| 27                     | Gianni Vermeersch (BEL)    | 11è                    |

| Bahrain Victorious TBV | Bahrain Victorious TBV | Bahrain Victorious TBV |
| ---------------------- | ---------------------- | ---------------------- |
| Núm                    | Ciclista               | Pos                    |
| 31                     | Matej Mohorič (SLO)    | 29è                    |
| 32                     | Kamil Gradek (POL)     | DNF                    |
| 33                     | Fran Miholjević (CRO)  | 134è                   |
| 34                     | Jonathan Milan (ITA)   | DNF                    |
| 35                     | Andrea Pasqualon (ITA) | 41è                    |
| 36                     | Dušan Rajović (SRB)    | DNF                    |
| 37                     | Fred Wright (GBR)      | DNF                    |

| Ineos Grenadiers IGD | Ineos Grenadiers IGD   | Ineos Grenadiers IGD |
| -------------------- | ---------------------- | -------------------- |
| Núm                  | Ciclista               | Pos                  |
| 41                   | Filippo Ganna (ITA)    | 6è                   |
| 42                   | Kim Heiduk (GER)       | 96è                  |
| 43                   | Luke Rowe (GBR)        | 127è                 |
| 44                   | Magnus Sheffield (USA) | 92è                  |
| 45                   | Connor Swift (GBR)     | 68è                  |
| 46                   | Joshua Tarling (GBR)   | FC                   |
| 47                   | Cameron Wurf (AUS)     | 128è                 |

| Trek-Segafredo TFS | Trek-Segafredo TFS         | Trek-Segafredo TFS |
| ------------------ | -------------------------- | ------------------ |
| Núm                | Ciclista                   | Pos                |
| 51                 | Mads Pedersen (DEN)        | 4t                 |
| 52                 | Daan Hoole (NED)           | 49è                |
| 53                 | Alex Kirsch (LUX)          | 87è                |
| 54                 | Emīls Liepiņš (LAT) (ruta) | 105è               |
| 55                 | Jasper Stuyven (BEL)       | 20è                |
| 56                 | Edward Theuns (BEL)        | 73è                |
| 57                 | Mathias Vacek (CZE)        | 67è                |

| Soudal Quick-Step SOQ | Soudal Quick-Step SOQ         | Soudal Quick-Step SOQ |
| --------------------- | ----------------------------- | --------------------- |
| Núm                   | Ciclista                      | Pos                   |
| 61                    | Kasper Asgreen (DEN)          | DNF                   |
| 62                    | Davide Ballerini (ITA)        | DNF                   |
| 63                    | Tim Declercq (BEL)            | 53è                   |
| 64                    | Yves Lampaert (BEL)           | 24è                   |
| 65                    | Tim Merlier (BEL) (ruta)      | 23è                   |
| 66                    | Florian Sénéchal (FRA) (ruta) | 63è                   |
| 67                    | Bert Van Lerberghe (BEL)      | DNF                   |

| Bora-Hansgrohe BOH | Bora-Hansgrohe BOH       | Bora-Hansgrohe BOH |
| ------------------ | ------------------------ | ------------------ |
| Núm                | Ciclista                 | Pos                |
| 71                 | Nils Politt (GER) (ruta) | 35è                |
| 72                 | Shane Archbold (NZL)     | DNF                |
| 73                 | Patrick Gamper (AUT)     | 60è                |
| 74                 | Marco Haller (AUT)       | 80è                |
| 75                 | Jonas Koch (GER)         | 109è               |
| 76                 | Jordi Meeus (BEL)        | 112è               |
| 77                 | Ryan Mullen (IRL)        | 116è               |

| Lotto Dstny LTD | Lotto Dstny LTD          | Lotto Dstny LTD |
| --------------- | ------------------------ | --------------- |
| Núm             | Ciclista                 | Pos             |
| 81              | Florian Vermeersch (BEL) | 12è             |
| 82              | Cedric Beullens (BEL)    | 27è             |
| 83              | Arnaud De Lie (BEL)      | 50è             |
| 85              | Frederik Frison (BEL)    | DNF             |
| 86              | Sébastien Grignard (BEL) | DNF             |
| 87              | Liam Slock (BEL)         | 58è             |
| 88              | Brent Van Moer (BEL)     | 54è             |

| Team DSM DSM | Team DSM DSM               | Team DSM DSM |
| ------------ | -------------------------- | ------------ |
| Núm          | Ciclista                   | Pos          |
| 91           | John Degenkolb (GER)       | 7è           |
| 92           | Tobias Lund Andresen (DEN) | DNF          |
| 93           | Pavel Bittner (CZE)        | DNF          |
| 94           | Alberto Dainese (ITA)      | 77è          |
| 95           | Nils Eekhoff (NED)         | 86è          |
| 96           | Tim Naberman (NED)         | 76è          |
| 97           | Sam Welsford (AUS)         | 132è         |

| AG2R Citroën Team ACT | AG2R Citroën Team ACT   | AG2R Citroën Team ACT |
| --------------------- | ----------------------- | --------------------- |
| Núm                   | Ciclista                | Pos                   |
| 101                   | Greg Van Avermaet (BEL) | 37è                   |
| 102                   | Stan Dewulf (BEL)       | 104è                  |
| 103                   | Pierre Gautherat (FRA)  | 83è                   |
| 104                   | Oliver Naesen (BEL)     | 66è                   |
| 105                   | Antoine Raugel (FRA)    | 90è                   |
| 106                   | Michael Schär (SUI)     | 69è                   |
| 107                   | Damien Touzé (FRA)      | 107è                  |

| TotalEnergies TEN | TotalEnergies TEN          | TotalEnergies TEN |
| ----------------- | -------------------------- | ----------------- |
| Núm               | Ciclista                   | Pos               |
| 111               | Peter Sagan (SVK) (ruta)   | DNF               |
| 112               | Edvald Boasson Hagen (NOR) | 126è              |
| 113               | Maciej Bodnar (POL)        | DNF               |
| 114               | Daniel Oss (ITA)           | DNF               |
| 115               | Geoffrey Soupe (FRA)       | 129è              |
| 116               | Anthony Turgis (FRA)       | 74è               |
| 117               | Dries Van Gestel (BEL)     | 18è               |

| Israel-Premier Tech IPT | Israel-Premier Tech IPT     | Israel-Premier Tech IPT |
| ----------------------- | --------------------------- | ----------------------- |
| Núm                     | Ciclista                    | Pos                     |
| 121                     | Sep Vanmarcke (BEL)         | 16è                     |
| 122                     | Guillaume Boivin (CAN)      | 45è                     |
| 123                     | Itamar Einhorn (ISR) (ruta) | 124è                    |
| 124                     | Derek Gee (CAN)             | 135è                    |
| 125                     | Jens Reynders (BEL)         | 119è                    |
| 126                     | Tom Van Asbroeck (BEL)      | 30è                     |
| 127                     | Rick Zabel (GER)            | 64è                     |

| Arkéa-Samsic ARK | Arkéa-Samsic ARK      | Arkéa-Samsic ARK |
| ---------------- | --------------------- | ---------------- |
| Núm              | Ciclista              | Pos              |
| 131              | Matis Louvel (FRA)    | 47è              |
| 132              | Jenthe Biermans (BEL) | 51è              |
| 133              | David Dekker (NED)    | 110è             |
| 134              | Hugo Hofstetter (FRA) | 78è              |
| 135              | Daniel McLay (GBR)    | DNF              |
| 136              | Luca Mozzato (ITA)    | 21è              |
| 137              | Clément Russo (FRA)   | DNF              |

| UAE Team Emirates UAD | UAE Team Emirates UAD      | UAE Team Emirates UAD |
| --------------------- | -------------------------- | --------------------- |
| Núm                   | Ciclista                   | Pos                   |
| 141                   | Matteo Trentin (ITA)       | 19è                   |
| 142                   | Pascal Ackermann (GER)     | DNF                   |
| 143                   | Rui Oliveira (POR)         | 52è                   |
| 144                   | Sjoerd Bax (NED)           | 13è                   |
| 145                   | Mikkel Bjerg (DEN)         | 40è                   |
| 146                   | Ryan Gibbons (RSA)         | 88è                   |
| 147                   | Vegard Stake Laengen (NOR) | 44è                   |

| Cofidis COF | Cofidis COF            | Cofidis COF |
| ----------- | ---------------------- | ----------- |
| Núm         | Ciclista               | Pos         |
| 151         | Max Walscheid (GER)    | 8è          |
| 152         | Piet Allegaert (BEL)   | DNF         |
| 153         | André Carvalho (POR)   | 94è         |
| 154         | Wesley Kreder (NED)    | 61è         |
| 155         | Christophe Noppe (BEL) | 95è         |
| 156         | Alexis Renard (FRA)    | 28è         |
| 157         | Jelle Wallays (BEL)    | 93è         |

| Team Jayco AlUla JAY | Team Jayco AlUla JAY    | Team Jayco AlUla JAY |
| -------------------- | ----------------------- | -------------------- |
| Núm                  | Ciclista                | Pos                  |
| 161                  | Zdeněk Štybar (CZE)     | 79è                  |
| 162                  | Alexandre Balmer (SUI)  | 106è                 |
| 163                  | Luke Durbridge (AUS)    | 100è                 |
| 164                  | Kelland O'Brien (AUS)   | DNF                  |
| 165                  | Lukas Pöstlberger (AUT) | DNF                  |
| 166                  | Elmar Reinders (NED)    | 75è                  |
| 167                  | Campbell Stewart (NZL)  | DNF                  |

| Uno-X Pro Cycling Team UXT | Uno-X Pro Cycling Team UXT  | Uno-X Pro Cycling Team UXT |
| -------------------------- | --------------------------- | -------------------------- |
| Núm                        | Ciclista                    | Pos                        |
| 171                        | Alexander Kristoff (NOR)    | 15è                        |
| 172                        | Louis Bendixen (DEN)        | 98è                        |
| 173                        | Kristoffer Halvorsen (NOR)  | DNF                        |
| 174                        | William Blume Levy (DEN)    | 122è                       |
| 175                        | Erik Nordsæter Resell (NOR) | 55è                        |
| 176                        | Rasmus Tiller (NOR) (ruta)  | 46è                        |
| 177                        | Søren Wærenskjold (NOR)     | 22è                        |

| Movistar Team MOV | Movistar Team MOV                 | Movistar Team MOV |
| ----------------- | --------------------------------- | ----------------- |
| Núm               | Ciclista                          | Pos               |
| 181               | Iván García Cortina (ESP)         | 32è               |
| 182               | Juri Hollmann (GER)               | 82è               |
| 183               | Johan Jacobs (SUI)                | 133è              |
| 184               | Mathias Norsgaard Jørgensen (DEN) | 65è               |
| 185               | Oier Lazkano López (ESP)          | 102è              |
| 186               | Lluís Mas Bonet (ESP)             | DNF               |
| 187               | Iván Romeo Abad (ESP)             | DNF               |

| Intermarché-Circus-Wanty ICW | Intermarché-Circus-Wanty ICW | Intermarché-Circus-Wanty ICW |
| ---------------------------- | ---------------------------- | ---------------------------- |
| Núm                          | Ciclista                     | Pos                          |
| 191                          | Mike Teunissen (NED)         | 17è                          |
| 192                          | Dries De Pooter (BEL)        | 38è                          |
| 193                          | Julius Johansen (DEN)        | 71è                          |
| 194                          | Madis Mihkels (EST)          | 114è                         |
| 195                          | Baptiste Planckaert (BEL)    | DNF                          |
| 196                          | Laurenz Rex (BEL)            | 9è                           |
| 197                          | Gerben Thijssen (BEL)        | 70è                          |

| EF Education-EasyPost EFE | EF Education-EasyPost EFE | EF Education-EasyPost EFE |
| ------------------------- | ------------------------- | ------------------------- |
| Núm                       | Ciclista                  | Pos                       |
| 201                       | Jens Keukeleire (BEL)     | 62è                       |
| 202                       | Owain Doull (GBR)         | 59è                       |
| 203                       | Jonas Rutsch (GER)        | 33è                       |
| 204                       | Thomas Scully (NZL)       | 101è                      |
| 205                       | James Shaw (GBR)          | DNF                       |
| 206                       | Marijn van den Berg (NED) | 72è                       |
| 207                       | Julius van den Berg (NED) | 84è                       |

| Astana Qazaqstan Team AST | Astana Qazaqstan Team AST | Astana Qazaqstan Team AST |
| ------------------------- | ------------------------- | ------------------------- |
| Núm                       | Ciclista                  | Pos                       |
| 211                       | Gianni Moscon (ITA)       | 36è                       |
| 212                       | Cees Bol (NED)            | 131è                      |
| 213                       | Igor Chzhan (KAZ) (ruta)  | DNF                       |
| 214                       | Yevgeniy Fedorov (KAZ)    | 26è                       |
| 215                       | Dmitri Grúzdev (KAZ)      | 97è                       |
| 216                       | Martin Laas (EST)         | DNF                       |
| 217                       | Gleb Syrica               | 117è                      |

| Q36.5 Pro Cycling Team Q36 | Q36.5 Pro Cycling Team Q36 | Q36.5 Pro Cycling Team Q36 |
| -------------------------- | -------------------------- | -------------------------- |
| Núm                        | Ciclista                   | Pos                        |
| 221                        | Tom Devriendt (BEL)        | 85è                        |
| 222                        | Jack Bauer (NZL)           | 115è                       |
| 223                        | Filippo Colombo (SUI)      | DNF                        |
| 224                        | Tobias Ludvigsson (SWE)    | DNF                        |
| 225                        | Matteo Moschetti (ITA)     | DNF                        |
| 226                        | Antonio Puppio (ITA)       | 108è                       |
| 227                        | Nickolas Zukowsky (CAN)    | 125è                       |

| Bingoal WB BWB | Bingoal WB BWB                 | Bingoal WB BWB |
| -------------- | ------------------------------ | -------------- |
| Núm            | Ciclista                       | Pos            |
| 231            | Ludovic Robeet (BEL)           | 99è            |
| 232            | Dorian de Maeght (BEL)         | FC             |
| 233            | Ceriel Desal (BEL)             | 120è           |
| 234            | Karl Patrick Lauk (EST)        | FC             |
| 235            | Alexander Salby (DEN)          | DNF            |
| 236            | Nathan Vandepitte (FRA)        | 130è           |
| 237            | Guillaume Van Keirsbulck (BEL) | 39è            |

| Team Flanders-Baloise TFB | Team Flanders-Baloise TFB | Team Flanders-Baloise TFB |
| ------------------------- | ------------------------- | ------------------------- |
| Núm                       | Ciclista                  | Pos                       |
| 241                       | Lindsay De Vylder (BEL)   | DNF                       |
| 242                       | Ruben Apers (BEL)         | 81è                       |
| 243                       | Alex Colman (BEL)         | DNF                       |
| 244                       | Sander De Pestel (BEL)    | 89è                       |
| 245                       | Gilles De Wilde (BEL)     | 103è                      |
| 246                       | Milan Fretin (BEL)        | 118è                      |
| 247                       | Ward Vanhoof (BEL)        | 113è                      |